# Jimmy Gimferrer
Jimmy Gimferrer (Girona, 1972) és un director de fotografia català, guanyador del Gaudí a la millor fotografia.
Va començar a treballar com a director artístic a Honor de cavalleria d'Albert Serra (2006), i també va fer videoclips del grup musical Astrud. El 2009 va guanyar el Gaudí a la millor fotografia pel seu treball a El cant dels ocells i el 2010 va guanyar el premi al a millor fotografia al Festival Internacional de Cinema de Sant Sebastià pel seu treball a Aita. Posteriorment ha continuat treballant en pel·lícules d'Albert Serra, de manera que el 2014 fou novament nominat al Gaudí a la millor fotografia per Història de la meva mort, i el 2015 per Stella cadente.

## Filmografia
- 2008: L'alto arrigo (Albert Serra, curtmetratge)
- 2008: El cant dels ocells (Аlbert Serra)
- 2010: Aita de José María Orbe
- 2010: Els noms de Crist (Albert Serra)
- 2011: El senyor ha fet en mi meravelles (Albert Serra)
- 2012: Arundel (Konstantina Kotzamani, curtmetratge)
- 2013: Història de la meva mort (Albert Serra)
- 2014: Stella cadente (Lluís Miñarro)
- 2014: Game Over (Alba Sotorra)
- 2014: Twice Upon a Time in the West (Boris Despodov)
- 2015: Born (Claudio Zulian)
- 2018: El vent és això (Pere Vilà)
- 2023: Splendid Hotel (Pedro Aguilera)
- 2023: Tiger Stripes (Amanda Nell Eu)
- 2023: Oasis of Now (Chia Chee Sum)